# Silveira Bueno
Francisco da Silveira Bueno (Atibaia, 20 de agosto de 1895 – São Paulo, 2 de agosto de 1989) foi um cronista, poeta, jornalista, lexicógrafo, filólogo, ensaísta e tradutor brasileiro.
Iniciou na carreira eclesiástica (estudando filosofia, teologia, direito canônico, exegese em bíblica e línguas, especializando-se em linguística e pesquisa filológicas), da qual desistiu para dedicar-se ao magistério, lecionando Português, Latim, História, Califasia (dicção e oratória), calirritmia, califonia e Literatura Portuguesa. Foi professor catedrático da Universidade de São Paulo.
Foi redator de vários jornais e colaborador em quase todos os órgãos da imprensa do Rio de Janeiro e São Paulo. 
Atualmente, seus dicionários têm Dinorah da Silveira Campos Percoraro, doutora em filologia portuguesa pela Faculdade de Filosofia, Letras e Ciências Humanas da Universidade de São Paulo, como responsável pela revisão e ampliação.
Em sua primeira fase como escritor, assinava com o pseudônimo de Frei Francisco da Simplicidade.

## Obras
- Minidicionário da Língua Portuguesa, Editora FTD, (diversas edições)
- Minidicionário de Português - Inglês, Editora FTD.
- Gramática normativa da língua portuguesa: curso superior, 1944 - Editora Acadêmica
- Tratado de semântica, 1947.
- Literatura Luso-Brasileira, Editora Saraiva, 2ª edição de 1948.
- A Arte de Falar em Público, Editora Saraiva, 5ª em 1948.
- A Formação Histórica da Língua Portuguesa, Livraria Acadêmica, 1ª edição de 1955.
- Dicionário Silveira Bueno, Editora FTD, 1ª edição de 1956.
- A Arte de Escrever, Editora Saraiva, 10a edição de 1961.
- Pelos Caminhos do Mundo, Editora Saraiva, 3ª edição 1962.
- Estudos de Filologia Portuguesa, 1963 - Editora Saraiva
- Manual de Califasia, califonia, calirritmia e arte de dizer, Editora Saraiva, de 1966.
- O Grande Dicionário Etimológico - Prosódio da Língua Portuguesa, de 1966 (em 08 volumes).
- Antologia arcaica, Editora Saraiva, 2ª edição de 1968
- Gramática normativa da língua portuguesa: curso superior com suplemento, 1968 - Editora Saraiva
- Vocabulário Tupi-Guarani-Português, Editora Gráfica Nagy, 2ª edição em 1993.
- Dicionário Escolar, 1998 - Editora Ediouro.

Obras usando o pseudônimo de Frei Francisco da Simplicidade:
- Cartas de Muito Amor, 1934 - Editora Record
- Cartas Esquecidas, 1951 - Editora Saraiva